# Pan.Thy.Monium
Pan.Thy.Monium byla švédská metalová kapela založená roku 1990 ve švédském Finspångu jako vedlejší projekt hudebníka Dana Swanö z Edge of Sanity.
Dan Swanö, jenž byl aktivní i v dalších skupinách a projektech (např. Infestdead, Nightingale, dále nahrál sólo album s názvem Moontower, atd.), kapelu založil se svým bratrem Dagem a dalšími členy Edge of Sanity. V tvorbě je stále cítit death metal, i když skupina praktikovala různé neobvyklé postupy a implementovala atypické nástroje (např. klavír, saxofon). Experimentální styl se občas dostává až do psychedelických poloh.
První dlouhohrající deska skupiny se jmenuje Dawn of Dreams a vyšla v roce 1992.
Swanö činnost projektu/kapely ukončil v roce 1996, kdy měl/-a na kontě tři dlouhohrající desky.

## Diskografie

### Dema
- .....Dawn (1990)

### Studiová alba
- Dawn of Dreams (1992)
- Khaooohs (1993)
- Khaooohs & Kon-Fus-Ion (1996)[1]

### EP
- Dream II (1992)

### Split nahrávky a kompilace
- Dream II (1995)
- ...Dawn / Dream II (2010) - „postmortem“